# 水戸健史
水戸 健史（みと たけし、1985年4月23日 - ）は、富山県南砺市出身のプロバスケットボール選手である。日本男子プロバスケットボールリーグB.LEAGUEの富山グラウジーズ所属。ポジションはシューティングガード。185cm、75kg。背番号は9。スピードを活かしたプレーが持ち味。

## 来歴
福野中学校3年生の時には副主将を勤め、県大会に進出。高岡商業高校に進学し、2年生時の2002年に、全国高等学校総合体育大会バスケットボール競技大会（インターハイ）と全国高等学校バスケットボール選抜優勝大会（ウィンターカップ）に出場。
近畿大学進学後は2・4年次に全日本学生バスケットボール選手権大会（インカレ）に出場。関西学生バスケットボールリーグ戦は2・4年次に優勝。関西学生バスケットボール選手権大会では4年次に優勝して最優秀選手賞を受賞し、関西学生選抜の主将も務めた。2・3年次には国体代表にも選ばれる
2008年3月に大学卒業後、bjリーグの富山グラウジーズ練習生となり、同年のbjリーグドラフト会議にて富山より全体2位指名を受け入団。ルーキーシーズンの2008-09シーズンは45試合に出場。
加入2シーズン目の2009-10シーズンは富山のスターティングメンバーに成長し、bjリーグオールスターゲームにも初出場。2009年12月12・13日開催の東京アパッチ戦の活躍で週間MVPを受賞。レギュラーシーズン全52試合出場を達成し、スタッツを1年目から大幅に伸ばしてMost Improved Player賞を受賞。

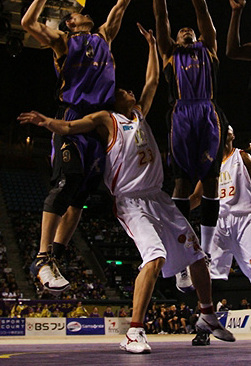
アパッチ戦の水戸

2011-12シーズンより富山に加わった城宝匡史とのガードコンビはリーグ随一と評されている。この2011-12シーズンから2013-14シーズンまでの3シーズンのレギュラーシーズン全試合でスターターを務めている。
2012-13シーズンはスティール数でリーグ9位となった。チームは初めてプレイオフ・ファーストラウンド突破に成功。2013-14シーズンはチーム初のプレイオフ・ファイナルズ進出に貢献し、チーム歴代最高成績の3位を達成した。

## 記録
| シーズン         | チーム | GP | GS | MPG  | FG%  | 3P%  | FT%  | RPG | APG | SPG | BPG | TO  | PPG  |
| ---------------- | ------ | -- | -- | ---- | ---- | ---- | ---- | --- | --- | --- | --- | --- | ---- |
| bjリーグ 2008-09 | 富山   | 45 | 5  | 12.7 | .412 | .288 | .790 | 1.5 | 1.0 | 0.5 | 0.1 | 0.8 | 4.4  |
| bjリーグ 2009-10 | 富山   | 52 | 51 | 29.9 | .432 | .261 | .686 | 3.3 | 1.8 | 1.5 | 0.2 | 1.5 | 11.7 |
| bjリーグ 2010-11 | 富山   | 44 | 34 | 36.7 | .363 | .322 | .734 | 3.6 | 2.9 | 1.4 | 0.3 | 2.2 | 10.6 |
| bjリーグ 2011-12 | 富山   | 52 | 52 | 36.2 | .399 | .290 | .653 | 4.1 | 3.1 | 1.6 | 0.2 | 1.6 | 9.0  |
| bjリーグ 2012-13 | 富山   | 52 | 52 | 33.7 | .418 | .272 | .766 | 4.8 | 3.4 | 1.8 | 1.2 | 1.6 | 10.3 |
| bjリーグ 2013-14 | 富山   | 52 | 52 | 31.8 | .473 | .336 | .509 | 3.5 | 3.3 | 1.7 | 0.3 | 1.3 | 12.4 |
| bjリーグ 2014-15 | 富山   | 48 | 47 | 29.7 | .439 | .317 | .737 | 3.2 | 3.3 | 1.3 | 0.3 | 1.0 | 10.6 |
| bjリーグ 2015-16 | 富山   |    |    |      |      |      |      |     |     |     |     |     |      |

- MIP（2009-10）
- bjリーグオールスターゲーム出場（2009-10）
- 週間MVP（2009年12月13-14日）

## 経歴
- 南砺市立福野中学校 - 富山県立高岡商業高等学校　- 近畿大学 - 富山（2008年〜）